# بريان تشينغ

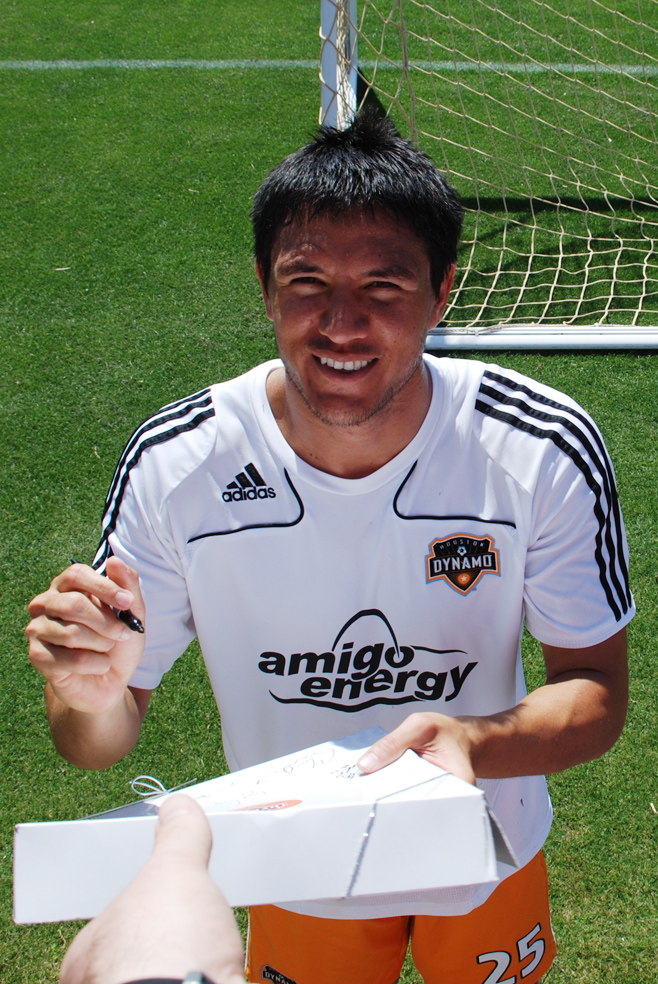

بريان تشينغ (بالإنجليزية: Brian Ching)‏ (مواليد 24 مايو 1978 في هاليوا) لاعب كرة قدم أمريكي دولي سابق، كان يلعب في خط الهجوم. لعب لمدة اثنا عشر عامًا في الدوري الأمريكي ومثّل المنتخب الأمريكي لمدة 8 سنوات.
بدأت مسيرة تشينغ الكروية عندما كان الاختيار السادس عشر من قبل نادي لوس أنجلوس جالاكسي في "سوبر درافت" الدوري الأمريكي لعام 2001، وهذا ما جعله أول لاعب من أصول هاواية يتم اختياره في الدوري الأمريكي. بعد فوزه بكأس الولايات المتحدة المفتوحة مع لوس أنجلوس، خرج تشينغ من الفريق ولعب في دوري الدرجة الثانية مع سياتل ساوندرز. عاد إلى دوري الدرجة الأولى عندما ضمّه فريق سان خوسيه إيرثكويكس في مسودة الدوري الأمريكي التكميلية لعام 2003. وفاز مع الفريق بكأس الدوري الأمريكي ودرع المشجعين، إضافة إلى حصوله على جائزة "أفضل عودة للعام بالدوري الأمريكي" وجائزة "الحذاء الذهبي للدوري الأمريكي".
في عام 2006، انتقل إلى مدينة هيوستن بعد تغيير مكان واسم نادي إيرثكويكس، ليصبح لاعبًا في النادي الجديد هيوستن دينامو. قاد النادي إلى تحقيق بطولة كأس الدوري الأمريكي مرتين على التوالي في عامي 2006 و2007. اعتزل تشينج لعب كرة القدم في 2013 محققاً لقب الهداف التاريخي لهيوستن دينامو.
ظهر تشينغ لأول مرة دوليًا في 26 مايو 2003، وأصبح أول لاعب من مواليد هاواي يمثل الولايات المتحدة. أصبح أول لاعب هاوايّ يتم اختياره في قائمة فريق الولايات المتحدة لكأس العالم 2006، إلا أنه لم يشارك في اللعب. اللقب الدولي الوحيد الذي حققه مع منتخب الولايات المتحدة هو كأس الكونكاكاف الذهبية 2007.
يعتبر تشينغ من المساهمين البارزين في مجتمع هيوستن حيث شارك في مبادرات لبناء منازل للعائلات المحتاجة من خلال جهود جمع التبرعات.

## نشأته وبداياته
فقد تشينغ والده فرانسيس بالسرطان في 25 ديسمبر 1992 عندما كان في الرابعة عشر من عمره. قامت ستيفاني والين، والدة تشينغ، بتربيته هو وأخويه. بدأ تشينغ بلعب كرة القدم في سن السابعة.
التحق بمدرسة ثانوية في مدينة هونولولو بهاواي ولعب في فريق كرة القدم في سنته الأولى والثانية. حصل على لقب أفضل لاعب في دوري المدارس في هونولولو خلال سنته الأولى بتحقيقه 14 هدفًا و 6 تمريرات حاسمة. خلال سنته الأخيرة في المدرسة الثانوية، لعب تشينغ مع فريق نادي هونولولو بولز لكرة القدم، وسافر إلى البطولات في البر الرئيسي حيث لاحظه طاقم تدريب غونزاغا. ذهب للعب في برنامج كرة القدم للرجال لجامعة غونزاغا "غونزاغا بولدوغ" تحت إشراف المدرب إينار ثوراينسون، الذي ينسب إليه تشينغ الفضل "لإيمانه به وتزويده بالمهارات اللازمة للنمو والنضج ليكون قادرًا على المنافسة في المستوى التالي".
لعب تشينغ بعد ذلك مع فريق Spokane Shadow ‏ الذي كان يلعب في دوري USL League Two ‏، وهو الفريق الذي كان مدربه أيضًا مدرب غونزاغا إينار ثورارينسون، وسجل 21 هدفًا خلال فترة لعبه في موسمي 1998 و 1999.

### فرق الجامعات
انضم تشينغ إلى بولدوغز لموسم 1996، ولعب كطالب جديد في 18 مباراة مع خمس بدايات. احتل المركز الثاني في الفريق بتسجيله 12 نقطة بثلاثة أهداف و 6 تمريرات حاسمة. بصفته طالبًا في السنة الثانية، ظهر في 16 مباراة مع 14 بداية، وكان ثاني هدافي الفريق بعد جيف ماكليستر الذي حصد جائزة لاعب العام لقسم الساحل الغربي للدوري برصيد 10 أهداف و 23 نقطة، مما وضعه في المرتبة الخامسة في قسم الساحل الغربي في كلتا الفئتين.
توقف لفترة بسبب إصابة في الركبة تعرض لها في افتتاح الموسم، ثم أصيب مرة أخرى في المباراة التالية، وحصل على قميص أحمر عام. غاب تشينغ عن موسم 1998 بأكمله بعد الجراحة لإصلاح الغضروف المفصلي المصاب في الركبة اليمنى.
استمرت الإصابة في إصابة تشينج في صيف عام 1999 عندما تعرض للركل في خده وعينه أثناء اللعب في فريق سبوكان شادو أوف ذي USL، وهي الإصابة التي تتطلب جراحة. على الرغم من تلك الإصابة، كان تشينغ جاهزًا للمباراة الافتتاحية لموسم بولدوغز واستمر في بدء 17 من 18 مباراة. سجل 13 هدفًا وصنع 8 تمريرات حاسمة مقابل 34 نقطة. وجاءت الأهداف الـ 13 في المركز الثالث في قائمة الموسم الفردي على الإطلاق، حيث احتلت المرتبة الثانية بـ34 نقطة. سجل هدفه الأول هذا الموسم في التعادل 2-2 ضد واشنطن أقوياء البنية في المرتبة 11، وحصل على هدف التأمين في فوز 3-1 على ستانفورد المصنف 7 وكان له هدفين ضد جامعة سان دييغو المصنفة 4. في فوز 4-2 على أرضه. حصل على مرتبة الشرف من الفريق الأول من All-WCC.
غاب موسمه الأخير عام 2000 عن تشينغ ثلاث مباريات بسبب الإصابة لكنه سجل 8 أهداف وسجل 22 نقطة. تم تسميته الفريق الأول في مجلس الكنائس العالمي وحصل على تكريم الفريق الأول لمنطقة الغرب الأقصى. أنهى تشينغ مسيرته في غونزاغا برصيد 34 هدفًا، وهو ما لا يزال يجعله يحتل المركز الثالث في قائمة GU على الإطلاق، كما أن تمريراته الـ 23 هي رقم قياسي في مسيرة غونزاغا. لا تزال نقاط مهنة تشينغ الـ91 متعادلة للمركز الثاني على مخططات غونزاغا. مع تشينغ، كان البلدوغ بطلًا متتاليًا مشاركًا في مؤتمر الساحل الغربي في عامي 1997 و 1998 تخصص تشينغ في المحاسبة.

## مع الأندية

### لوس أنجلوس غالاكسي (2001) وسياتل ساوندرز (2001-2002)
بدأ تشينغ مسيرته الكروية عندما صاغته لوس أنجلوس جالاكسي باعتباره الاختيار العام السادس عشر لبطولة MLS SuperDraft لعام 2001 . اختارت لوس أنجلوس لاعب خط الوسط بريان مولان والمهاجم إسياس بارداليس جونيور في الدور الأول والتاسع والحادي عشر على التوالي، قبل اختيار تشينج مع اختياره الرابع في الدور الثاني. كان تشينغ أول شخص من هاواي يتم اختياره في مسودة الدوري الأمريكي.
انضم تشينغ إلى قائمة تضم لاعبين من قاعة مشاهير كرة القدم الأمريكية مثل كوبي جونز وأليكسي لالاس وبول كاليجيوري، أفضل هدافي المكسيك في كأس العالم لويس هيرنانديز وماوريسيو سينفويغوس وإزرا هندريكسون وداني كاليف وكيفن هارتمان وتولى تدريبه سيجي شميد . ارتدى تشينغ القميص رقم 9 مع لوس أنجلوس. ظهر تشينج لأول مرة في الدوري الأمريكي ضد سان خوسيه في 7 أبريل 2001، كعضو في التشكيلة الأساسية. خلال موسم 2001، ظهر تشينغ في 8 مباريات (بداية واحدة) وسجل هدفًا واحدًا وتمريرة واحدة.
بدأ تشينغ ولعب المباراة الكاملة في أول ظهور له في كأس الولايات المتحدة المفتوحة، بفوزه 5-0 على ناشفيل مترو في استاد تيتان في 27 يونيو 2001، في الجولة الثانية. ذهب تشينغ مرة أخرى إلى تسعين مرة كاملة في فوز لوس أنجلوس 3-1 على سياتل ساوندرز سيليكت حيث قدم التمريرة الحاسمة لهدف إيساياس بارداليس في الدقيقة 81، وهو ثالث مباراة جالاكسي. ستكون هذه هي ظهور تشينغ الوحيد في بطولة عام 2001 حيث واصل لوس أنجلوس جالاكسي الفوز بأول لقب له في كأس الولايات المتحدة المفتوحة في تاريخ الامتياز.
لعب تشينغ مباراته الفاصلة في كأس الدوري الأمريكي لأول مرة في خسارة 4-1 في المباراة الثانية من ربع النهائي ضد نيويورك ونيوجيرسي ميتروستارز في 27 سبتمبر 2001، بعد أن جاء كبديل في الدقيقة 88 لكوبي جونز. ظهر تشينغ للمرة الثانية في التصفيات في فوز جالاكسي 1-0 الإضافي في المباراة 2 من سلسلة الدوري الأمريكي ضد شيكاغو فاير في 14 أكتوبر 2001 ، ودخل المباراة في الدقيقة 91 لساشا فيكتورين . تقدم جالاكسي إلى نهائي كأس الدوري الأمريكي 2001 وتعادل 1-1 مع سان خوسيه إيرثكويكس في التنظيم قبل أن ينهي هدف دواين دي روزاريو الذهبي في الدقيقة 96 المباراة.
بعد توقيع كارلوس رويز، تنازل المجرة عن تشينغ في 13 فبراير 2002 ، للامتثال لقيود قائمة الدوري الأمريكي. بعد شهر واحد، وقع مع سياتل ساوندرز من الدوري الأسترالي حيث سجل أربعة أهداف وقدم مساعدة واحدة في سبع مباريات في العام السابق عندما كان على سبيل الإعارة من لوس أنجلوس. أنهى تشينغ موسم 2002 في المركز الثاني في الدوري الأسترالي بتسجيله 16 هدفًا وصنع 8 تمريرات حاسمة، وتم اختياره كعضو في الفريق الأول في الدوري الأسترالي.

### سان خوسيه إيرثكويكس (2003-2005)
في المرة الأولى التي ألقى فيها طاقم تدريب إيرثكويكس نظرة جيدة على بريان تشينغ كان يواجهه في مباراة الدور الثالث من كأس الولايات المتحدة المفتوحة في 17 يوليو 2002 عندما فاز سان خوسيه على سياتل ساوندرز 4-3 بعد وقت إضافي للوفاة المفاجئة . أعجب كينير ، مساعد المدرب في ذلك الوقت ، والمدرب الرئيسي فرانك يالوب ، بكيفية تطابق تشينغ مع مدافع إيرثكويكس إيدي روبنسون ، الذي يعتبر أحد أفضل المدافعين في الدوري الأمريكي لكرة القدم في ذلك الوقت. بدأ تشينغ التدريب مع الزلازل في يناير التالي. في 11 فبراير 2003 ، استبدلت سان خوسيه ديفن باركلي بـ دي. سي يونايتد في مقابل أول اختيار شامل في مسودة الدوري الأمريكي التكميلية لعام 2003 وفي 28 فبراير 2013، استخدموا هذا الاختيار لصياغة تشينغ.
قدم تشينغ أول مباراة رسمية له مع النادي في مدينة جواتيمالا في 16 مارس 2003، حيث لعب مباراة كاملة في خسارة في كأس الأبطال 4-2 أمام ميونيسيبال. لعب أول مباراة له على أرضه في إيرثكويكس في مباراة الإياب ضد ميونيسيبال حيث سجل الهدف الأول في الدقيقة 35. بدأ تشينغ أول مباراة له في الزلازل في الموسم العادي الدوري الأمريكي في 12 أبريل 2003، في كولورادو رابيدز وسجل 53 ثانية في المباراة. كان سيغيب عن خمس مباريات بسبب إجهاد في أوتار الركبة اليمنى قبل العودة إلى التشكيلة الأساسية ليسجل هدفين في أول مباراة متعددة الأهداف له في الدوري الأمريكي في 2 يوليو 2003 ، في MetroStars. لعب 90 دقيقة في أول مواجهة له ضد ناديه القديم سياتل ساوندرز في 5 أغسطس ولكن الخسارة 1-0 قضت على سان خوسيه من الكأس المفتوحة 2003.
غادر تشينغ مباراة 16 أغسطس 2003 في نيو إنجلاند ريفولوشن مع تمزق في وتر العرقوب الأيمن. خضع لعملية جراحية في 19 أغسطس وغاب عن بقية موسم 2003 حيث ذهب سان خوسيه إيرثكويكس للفوز بكأس الدوري الأمريكي 2003. سجل تشينغ ستة أهداف ومرر تمريرات حاسمة خلال عام 2003. تم تعيينه في فريق الدوري الأمريكي لهذا الأسبوع في 12 أبريل و 3 مايو 2003.
عاد تشينغ من الإصابة في كأس الأبطال 2004 كبديل في كلا الساقين ضد البطل النهائي ألاجولينسي. قام تشينغ بأول بداية له لهذا الموسم في 1 مايو ضد. دي سي يونايتد. أنهى تشينغ بتسجيل 12 هدفًا في مسيرته المهنية في الدوري الأمريكي، حيث شارك في الحذاء الذهبي للدوري الأمريكي مع إيدي جونسون. تم اختياره في MLS Best XI وحصل على جائزة MLS Comeback Player لهذا العام . كما أنهى لقب بطل تسجيل الزلازل واللاعب الأكثر قيمة لموسم 2004.
في عام 2005 ، سجل تشينغ سبعة أهداف في 16 مباراة وسجل خمسة تمريرات حاسمة في الدوري الأمريكي. سجل هدفًا أو تمريرة حاسمة في خمس مباريات متتالية قبل أن يغيب عن 15 مباراة بسبب إصابة في أوتار الركبة. أنهى الموسم العادي بعد أن سجل هدفًا أو تمريرة حاسمة في ست مباريات متتالية. أنهى فريق سان خوسيه إيرثكويكس موسم 2005 بأفضل رقم قياسي في الموسم العادي، حيث انتزع درع أنصاره. بعد الموسم العادي الأكثر نجاحًا في تاريخ الفريق مع سجل 18-4-10 و 64 نقطة، تم وضع إيرثكويكس في فجوة في 15 ديسمبر 2005، مع انتقال الامتياز إلى هيوستن.

### هيوستن دينامو (2006-2013)
جنبا إلى جنب مع بقية زملائه في فريق إيرثكويكس، انتقل تشينغ إلى هيوستن لموسم 2006. سجل أربعة أهداف في أول مباراة لهيوستن على الإطلاق في 2 أبريل 2006، ضد كولورادو رابيدز، ليصبح سابع لاعب في تاريخ الدوري الأمريكي لكرة القدم يسجل أربعة أهداف في مباراة واحدة. اكتشف تشينغ أنه تم اختياره لفريق كأس العالم في الولايات المتحدة في 2 مايو واحتفل بهدف حاسم في المباراة التالية في الدوري الأمريكي لكرة القدم، 6 مايو، ضد نادي إف سي دالاس المنافس. غاب تشينغ عن ست مباريات في الدوري عندما كان مع المنتخب الوطني الأمريكي في كأس العالم لكرة القدم 2006. ركلة دراجته في 30 سبتمبر مقابل. كان دي سي يونايتد، الذي حصل لاحقًا على جائزة أفضل هدف لهذا العام في الدوري الأمريكي للمحترفين، هو الهدف الحاسم في الفوز 1-0 الذي ضمن أول مباراة فاصلة في الدوري الأمريكي لهيوستن.
في نهائيات الدوري الأمريكي 2006، سجل تشينغ هدف الفوز بالسلسلة بضربة رأس في الوقت المحتسب بدل الضائع للفوز 2-0 مقابل. شيفاس الولايات المتحدة الأمريكية في إياب نصف نهائي المؤتمر الغربي. حصل على جائزة أفضل لاعب في كأس الدوري الأمريكي 2006 بعد أن سجل هدف التعادل في الدقيقة 114، بعد أقل من دقيقة واحدة من تقدم نيو إنجلاند ريفوليوشن 1-0، وسجل ركلة الجزاء الفائزة في ركلات الترجيح.
في عام 2007، أنهى تشينغ الموسم بالتساوي في صدارة الفريق بسبعة أهداف على الرغم من غيابه عن 10 مباريات بالكامل بسبب الإصابات واستدعاءات المنتخب الوطني. ساهم في تصفيات كأس الدوري الأمريكي 2007 بهدفين في الملحق لكنه غاب عن نهائي كأس الدوري الأمريكي 2007 بعد إجهاد ربلة الساق في نهائي المؤتمر الغربي. قاد عودة هيوستن من تأخره 2-0 في مجموع المباراتين في مباراة الإياب من نصف نهائي المؤتمر الغربي مقابل. إف سي دالاس في 2 نوفمبر، صنع هدف ستيوارت هولدن في الدقيقة 67 ثم سجل نفسه من تمريرة دواين دي روزاريو في الدقيقة 72 ليعادل السلسلة. في الوقت الإضافي، في تلك المباراة، سجل من مسافة قريبة في الدقيقة 97 ليمنح هيوستن التقدم إلى الأبد.
كان تشينغ عنصرًا أساسيًا في تشكيلة دينامو خلال المنافسة الدولية. في كأس أبطال الكونكاكاف لعام 2007، وضع هدف الفوز في سلسلة ضد بونتاريناس عندما ارتطمت رأسية بالقائم وسجل كيلي جراي في الشباك المرتدة. سجل تشينغ الهدف الافتتاحي في مباراة الذهاب في نصف النهائي ضد. سي إف باتشوكا يوم 15 مارس برأسه عرضية من كريج وايبل. في مباراة الإياب في نصف النهائي في ملعب هيدالغو في 5 أبريل، صنع هدف هيوستن الأول من خلال إبقاء الكرة على الخط الجانبي، مما أدى إلى هدف بريان مولان وسجل لاحقًا في الدقيقة 79 ليمنح هيوستن 4-3 في مجموع المباراتين. في المقدمة قبل أن يحرز باتشوكا الفوز في الوقت الإضافي. شارك تشينغ أيضًا في سوبرليغفا أمريكا الشمالية 2007، ولعب في جميع مباريات دور المجموعات الثلاث. صنع الهدف بعد 11 ثانية فقط من المباراة ضد. مرر موناركاس موريليا في 29 يوليو الماضي إلى جوزيف نغوينيا ليسجل أسرع هدف في تاريخ دينامو. سجل تشينغ الهدف الوحيد في فوز 1-0 مقابل. دي سي يونايتد في 1 أغسطس وسدد في القائم بضربة جزاء رابعة في خسارة دينامو في نصف النهائي بركلات الترجيح مقابل ركلات الترجيح. باتشوكا في 14 أغسطس.

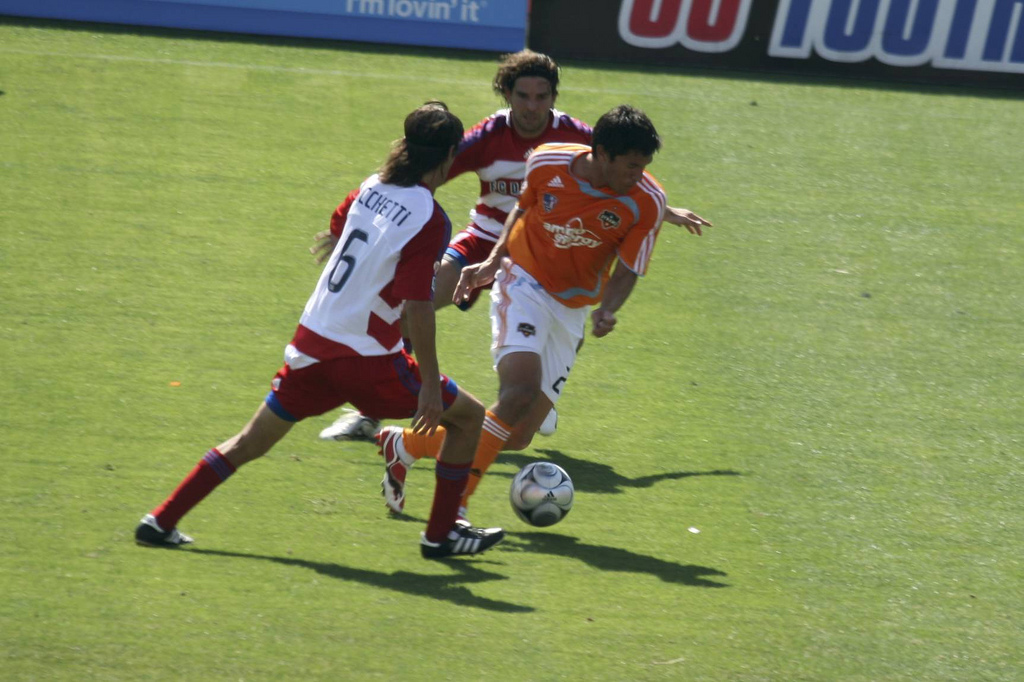
تشينغ يراوغ اثنين من مدافعي ناديي دالاس في مباراة على ملعب روبرتسون في أبريل 2008

خلال موسم 2008، تمكن تشينغ من تحقيق أرقام قياسية على المستوى الفردي ومستوى الفريق مع 13 هدفًا في الموسم العادي وخمسة تمريرات حاسمة في 25 مباراة. احتل تشينغ المركز الخامس في الدوري في عدد الأهداف. في ثاني زيارة للفريق إلى سان خوسيه منذ انتقاله إلى هيوستن، سجل تشينغ هدفًا التعادل في الشوط الثاني واحتفل بالإشارة إلى شعار دينامو أمام جماهير سان خوسيه. في نهائي كأس أبطال الكونكاكاف، صنع هدفين من أهداف هيوستن الثلاثة في مباراة الإياب في ربع النهائي ضد ميونيسيبال. في سوبرليغا لعام 2008 ظهر في ثلاث مباريات، بدأ نصف النهائي ضد. باتشوكا ولعبة البطولة في نيو إنجلاند ريفولوشن. في النسخة الافتتاحية من دوري أبطال الكونكاكاف، ظهر تشينغ كبديل في سان فرانسيسكو أمام نادي لويس أنخيل فيربو، وسجل الهدف الوحيد في المباراة لمساعدة دينامو على الوصول إلى ربع النهائي.
أكسبه أداء تشينغ خلال موسم 2009 الحذاء الذهبي لدينامو للعام الثالث على التوالي بثمانية أهداف وثلاث تمريرات حاسمة. أصبح سابع لاعب في دينامو يسجل 100 بداية للنادي في جميع المسابقات وساعد في تسجيل هدف كام ويفر في الدقيقة 80 من الخسارة 2-1 أمام كولومبوس كرو في 13 سبتمبر. في موسم 2008-09 في دوري أبطال الكونكاكاف، لعب تشينغ كل 90 دقيقة من مباراتي مباراتي ذهاب وإياب ربع النهائي أمام أتلانتي. ظهر في خمس مباريات من دوري أبطال الكونكاكاف 2009-10، وشارك في ثلاث مباريات. في تصفيات كأس الدوري الأمريكي 2009، سجل هدف الفوز في الدقيقة 95 من فوز 1-0 في الوقت الإضافي مقابل. سياتل، يدور لتسديدة تسديدة في الشباك اليسرى ليسجل هدفه رقم 50 في دينامو في جميع المسابقات.
واجه تشينغ مشكلة تأديبية خلال حملة 2009. في يوليو 2009، تم تغريم تشينغ 500 دولار من قبل الدوري الأمريكي لتعليقاته بشأن إدارة خسارة دينامو 2-1 أمام سياتل ساوندرز إف سي (مباراة لم يلعبها تشينغ بسبب مشاركته في كأس الكونكاكاف الذهبية 2009). على صفحته على تويتر، أشار تشينغ إلى الحكم على أنه "مزحة" و "غشاش" لأنه أطلق تسديدة فريدي مونتيرو أبعدت عن خط المرمى هدفًا. سجل تشينغ الهدف الافتتاحي من ركلة حرة براد ديفيس في فوز 3-2 مقابل. ريال سالت ليك في 19 أغسطس لكنه طرد في الدقيقة 82 لخطأ فادح، وحصل على أول بطاقة حمراء بعد 162 مباراة من مسيرته في الدوري الأمريكي. تم طرده مرة أخرى في مباراة الدوري التالية، التعادل 0-0 مقابل. لوس أنجلوس غلاكسي في 18 أكتوبر، لرفع يده في وجه خصم.
في عام 2010، تجاهل تشينغ الإصابات وخيبة أمل المنتخب الوطني ليسجل سبعة أهداف ويضيف ثلاث تمريرات حاسمة في 20 مباراة، ليصنع 16 مباراة، ليفوز بالحذاء الذهبي للفريق للعام الرابع على التوالي. تم اختيار ركلة الدراجة التي قدمها في 21 أغسطس ضد شيكاغو بهدف ESPNSoccernet.com كأفضل هدف في الدوري الأمريكي وأفضل هدف من أهداف دينامو لهذا العام. تولى منصب قائد فريق دينامو بعد تقاعد واد باريت. تم اختياره على أنه اختيار دون جاربر للمفوض في مباراة نجوم الدوري الأمريكي لعام 2010 في هيوستن، وهي مباراة شارك فيها كبديل في الشوط الثاني وسجل بضربة رأس ليقلص الفارق إلى 2-1 مقابل 1. مانشستر يونايتد غاب دينامو عن التصفيات في 2010.
اقتصر تشينغ على 1،242 دقيقة في 20 مباراة بسبب الإصابة في عام 2011، وهو أقل مجموع دقيقة في مسيرته في هيوستن، لكنه لا يزال متعادلًا مع الفريق بخمسة أهداف. بدأ جميع المباريات الأربع التي شارك فيها دينامو في تصفيات كأس الدوري الأمريكي 2011، وسجل هدفًا وإضافة تمريرة حاسمة، للمساعدة في إعادة دينامو إلى نهائي كأس الدوري الأمريكي. بدأ وصنع هدف الفوز بالكرة بقدمه اليسرى في الفوز 2-1 في مباراة الذهاب على فيلادلفيا يونيون وسجل هدف الفوز برأسية من ركلة حرة براد ديفيس في الفوز 1-0 في الثانية. - ليغ، وسجل الهدف النهائي في الدوري الأمريكي لكرة القدم على ملعب روبرتسون . بدأ تشينغ مباراة بطولة المؤتمر الشرقي في سبورتينغ كانساس سيتي واختتم الليل برفع الكأس كقائد للفريق بعد الفوز 2-0. بدأ مسيرته الثانية في نهائي كأس الدوري في لوس أنجلوس، الذي حرم دينامو من اللقب بفوز ضئيل 1-0.

#### Montreal Impact ، العودة إلى هيوستن والتقاعد (2011-2013)
ترك هيوستن تشينغ مكشوفًا في مسودة توسعة الدوري الأمريكي 2011 وتم اختياره من قبل فريق التوسعة مونتريال بعد أقل من أسبوع من اللعب في نهائي كأس الدوري الأمريكي. تم تبادل تشينغ مرة أخرى إلى هيوستن في 16 فبراير 2012، من أجل اختيار الجولة الأولى في MLS SuperDraft 2013، بعد التدريب مع مونتريال لمدة شهر تقريبًا، لعب مباراة قبل الموسم ضد هيوستن دينامو.
بدأ تشينغ اليوم الافتتاحي لدينامو للمرة السادسة في سبع سنوات وكاد أن يسجل في تشيفاس يو إس إيه عندما ارتطمت كرة بلمسة أولى من تمريرة طويلة من براد ديفيس داخل القائم وابتعدت بعيدًا عن المرمى القريب. لعب تشينغ مباراته رقم 200 في الدوري الأمريكي (المركز 136 مع دينامو) في خسارة 3-1 أمام فانكوفر وايتكابس في 10 يونيو. بدأ تشينغ بدايته رقم 150 في دينامو في جميع المسابقات ضد دي سي يونايتد في 28 أبريل، وهو رابع دينامو للوصول إلى هذا الإنجاز. تعادل تشينغ وقام بتحويل ركلة جزاء في الدقيقة 83 في 30 يونيو مقابل. فيلادلفيا، هدفه الثاني في العام والأول على ملعب بي في أي. كان الهدف ضد فيلادلفيا هو هدفه رقم 20 في مسيرته الكروية. لقد استمر في تسجيل أعلى مستوى في مسيرته مع 30 مباراة في الموسم العادي 2012، معادلاً مسيرته المهنية بخمس تمريرات حاسمة.
وقع تشينغ صفقة في أوائل 2013 للعودة إلى دينامو كلاعب ومدرب وأعلن لاحقًا اعتزاله ساريًا في نهاية موسم 2013. أعلن تشينغ رسميًا عن نيته الاعتزال في نهاية موسم الدوري الأمريكي لكرة القدم 2013 في 24 سبتمبر 2013، على الرغم من أنه لعب آخر دقائق احترافية له في خسارة 4-1 أمام نيويورك ريد بولز يوم الأحد 8 سبتمبر 2013. لعب مباراتين أخريين في تشكيلة يوم المباراة، كانت آخر مباراة له في دوري أبطال الكونكاكاف في 25 سبتمبر 2013، لكنه كان بديلاً غير مستخدم.
لم يظهر تشينغ في تصفيات دينامو في كأس الدوري الأمريكي 2013 حيث لم يتم استدعاؤه إلى تشكيلة يوم المباراة في أي من المباريات الفاصلة. تم إقصاء دينامو من قبل سبورتينغ كانساس سيتي في مباراة بطولة المؤتمر الشرقي في 23 نوفمبر 2013، وبذلك وضع نهاية رسمية لمسيرة تشينغ التي استمرت 12 عامًا في الدوري الأمريكي للمحترفين.

## مسيرته الدولية

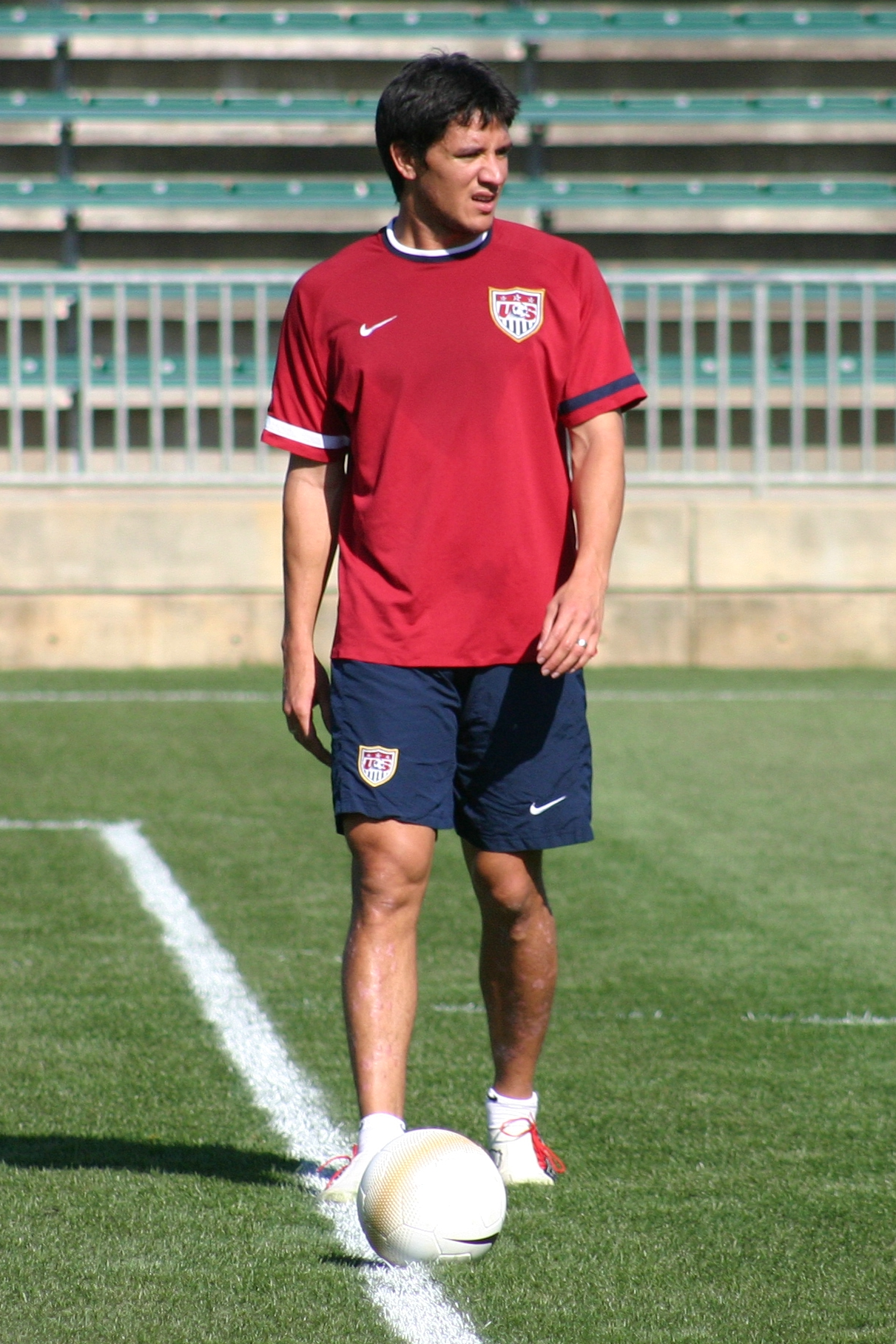
تدريب تشينغ مع المنتخب الأمريكي في عام 2006

على الرغم من كونه من أصول صينية، وأنه تم التواصل معه من قبل الاتحاد الصيني لكرة القدم للعب مع المنتخب الصيني، إلا أن تشينغ لعب أول مباراة دولية له مع المنتخب الوطني الأمريكي في 26 مايو 2003، كبديل في مباراة ودية ضد ويلز على ملعب سبارتان. (الملعب الرئيسي لنادي تشينغ في ذلك الوقت، سان خوسيه إيرثكويكس). مما جعله أول هاواي وثاني أمريكي صيني (بعد مارك تشونج) يلعب مع الولايات المتحدة. سجل تشينغ هدفه الدولي الأول، وهو هدف التعادل في الدقيقة 88، في مباراة تأهيلية لكأس العالم 1–1 ضد جامايكا في كينغستون في 18 أغسطس 2004.
في 2 مايو 2006، تم اختيار تشينغ في تشكيلة فريق الولايات المتحدة لكأس العالم لكرة القدم 2006 في ألمانيا لكنه لم يلعب في البطولة.
سجل هدفاً في فوز الولايات المتحدة 2-0 في مباراة من بطولة كأس الكونكاكاف الذهبية على ترينيداد وتوباغو في 9 يونيو 2007. وفي المباراة النهائية للبطولة أمام المكسيك أعطى تشينغ لفريقه ركلة جزاء سددها لاندون دونوفان ليحقق التعادل ثم يسجل بيني فيلهابر هدف الفوز وتحقيق البطولة.
تم استدعاء تشينغ إلى المنتخب الأمريكي لمواجهة باربادوس في الجولة الأولى من تصفيات كونكاكاف لكأس العالم 2010. وقد سجل هدفين في فوز 8-0.
في 11 مايو 2010، تم تعيين تشينغ في قائمة المرشحين للعب مع المنتخب الأمريكي لكأس العالم 2010 في جنوب إفريقيا، لكنه لم يصل إلى القائمة النهائية المكونة من 23 لاعباً.

## إحصائيات

### الأندية
آخر تحديث 18 ديسمبر ، 2013.
| النادي              | الموسم       | الدوري | الدوري | الدوري    | مباريات فاصلة | مباريات فاصلة | مباريات فاصلة | الكأس | الكأس | الكأس     | قارية | قارية | قارية     | مجموع | مجموع | مجموع     |
| النادي              | الموسم       | ظهور   | أهداف  | صناعة هدف | ظهور          | أهداف         | صناعة هدف     | ظهور  | أهداف | صناعة هدف | ظهور  | أهداف | صناعة هدف | ظهور  | أهداف | صناعة هدف |
| ------------------- | ------------ | ------ | ------ | --------- | ------------- | ------------- | ------------- | ----- | ----- | --------- | ----- | ----- | --------- | ----- | ----- | --------- |
| لوس أنجلوس غلاكسي   | 2001         | 8      | 1      | 1         | 2             | 0             | 0             | 2     | 0     | 1         | —     | —     | —         | 12    | 1     | 2         |
| لوس أنجلوس غلاكسي   | مجموع        | 8      | 1      | 1         | 2             | 0             | 0             | 2     | 0     | 1         | 0     | 0     | 0         | 12    | 1     | 2         |
| سياتل ساوندرز       | 2001 (إعارة) | 6      | 3      | 1         | —             | —             | —             | —     | —     | —         | —     | —     | —         | 6     | 3     | 1         |
| سياتل ساوندرز       | 2002         | 25     | 16     | 8         | 2             | 0             | 0             | 2     | 1     | 0         | —     | —     | —         | 29    | 17    | 8         |
| سياتل ساوندرز       | مجموع        | 31     | 19     | 9         | 2             | 0             | 0             | 2     | 1     | 0         | 0     | 0     | 0         | 35    | 20    | 9         |
| سان خوسيه إيرثكويكس | 2003         | 15     | 6      | 2         | 0             | 0             | 0             | 1     | 0     | 0         | 2     | 1     | 0         | 18    | 7     | 2         |
| سان خوسيه إيرثكويكس | 2004         | 25     | 12     | 4         | 2             | 0             | 0             | 3     | 1     | 1         | 2     | 0     | 0         | 32    | 13    | 5         |
| سان خوسيه إيرثكويكس | 2005         | 16     | 7      | 5         | 2             | 1             | 0             | 0     | 0     | 0         | —     | —     | —         | 18    | 8     | 5         |
| سان خوسيه إيرثكويكس | مجموع        | 56     | 25     | 11        | 4             | 1             | 0             | 4     | 1     | 1         | 4     | 1     | 0         | 68    | 28    | 12        |
| هيوستن دينامو       | 2006         | 21     | 11     | 2         | 4             | 3             | 0             | 1     | 0     | 0         | —     | —     | —         | 26    | 14    | 2         |
| هيوستن دينامو       | 2007         | 20     | 7      | 2         | 3             | 2             | 1             | 0     | 0     | 0         | 6     | 3     | 2         | 26    | 12    | 5         |
| هيوستن دينامو       | 2008         | 25     | 13     | 5         | 2             | 0             | 0             | 0     | 0     | 0         | 9     | 1     | 2         | 33    | 14    | 7         |
| هيوستن دينامو       | 2009         | 19     | 8      | 3         | 3             | 1             | 0             | 0     | 0     | 0         | 7     | 1     | 1         | 29    | 10    | 4         |
| هيوستن دينامو       | 2010         | 20     | 7      | 3         | —             | —             | —             | 0     | 0     | 0         | 3     | 0     | 0         | 20    | 7     | 3         |
| هيوستن دينامو       | 2011         | 20     | 5      | 1         | 4             | 1             | 1             | 0     | 0     | 0         | —     | —     | —         | 24    | 6     | 2         |
| هيوستن دينامو       | 2012         | 30     | 5      | 5         | 4             | 0             | 0             | 0     | 0     | 0         | 3     | 1     | 0         | 37    | 6     | 5         |
| هيوستن دينامو       | 2013         | 14     | 0      | 1         | 0             | 0             | 0             | 2     | 0     | 0         | 3     | 0     | 0         | 19    | 0     | 1         |
| هيوستن دينامو       | مجموع        | 169    | 56     | 22        | 20            | 7             | 2             | 3     | 0     | 0         | 32    | 6     | 5         | 224   | 69    | 29        |
| مجموع كلي           | مجموع كلي    | 264    | 101    | 43        | 28            | 8             | 2             | 11    | 2     | 2         | 36    | 7     | 5         | 339   | 118   | 52        |

### المنتخب
| المنتخب          | سنة     | ظهور | أهداف |
| ---------------- | ------- | ---- | ----- |
| الولايات المتحدة | 2003    | 1    | 0     |
| الولايات المتحدة | 2004    | 4    | 2     |
| الولايات المتحدة | 2005    | 6    | 0     |
| الولايات المتحدة | 2006    | 9    | 2     |
| الولايات المتحدة | 2007    | 5    | 1     |
| الولايات المتحدة | 2008    | 7    | 4     |
| الولايات المتحدة | 2009    | 11   | 1     |
| الولايات المتحدة | 2010    | 2    | 1     |
| المجموع          | المجموع | 45   | 11    |

##### الأهداف الدولية
|     | تاريخ          | المكان                                                | الخصم            | الهدف | النتيجة | المنافسة                                |
| --- | -------------- | ----------------------------------------------------- | ---------------- | ----- | ------- | --------------------------------------- |
| 01. | 18 أغسطس، 2004 | ملعب حديقة الاستقلال، كينغستون، جامايكا               | جامايكا          | 1 – 1 | 1 – 1   | تصفيات أمريكا الشمالية لكأس العالم 2006 |
| 02. | 9 أكتوبر 2004  | ملعب جيليت، فوكسبورو, الولايات المتحدة                | السلفادور        | 1 – 0 | 2 – 0   | تصفيات أمريكا الشمالية لكأس العالم 2006 |
| 03. | 19 فبراير 2006 | ملعب تويوتا، فريسكو (تكساس), الولايات المتحدة         | غواتيمالا        | 2 – 0 | 4 – 0   | ودية                                    |
| 04. | 26 مايو 2006   | ملعب كليفلاند براونز، كليفلاند، الولايات المتحدة      | فنزويلا          | 1 – 0 | 2 – 0   | ودية                                    |
| 05. | 9 يونيو 2007   | هوم ديبو سنتر، كارسون (كاليفورنيا)، الولايات المتحدة  | ترينيداد وتوباغو | 2 – 0 | 2 – 0   | كأس الكونكاكاف الذهبية 2007             |
| 06. | 15 يونيو 2008  | هوم ديبو سنتر، كارسون (كاليفورنيا)، الولايات المتحدة  | باربادوس         | 3 – 0 | 8 – 0   | تصفيات أمريكا الشمالية لكأس العالم 2010 |
| 07. | 15 يونيو 2008  | هوم ديبو سنتر، كارسون (كاليفورنيا)، الولايات المتحدة  | باربادوس         | 8 – 0 | 8 – 0   | تصفيات أمريكا الشمالية لكأس العالم 2010 |
| 08. | 10 سبتمبر 2008 | ملعب حديقة تويوتا، بريجفيو (إلينوي)، الولايات المتحدة | ترينيداد وتوباغو | 2 – 0 | 3 – 0   | تصفيات أمريكا الشمالية لكأس العالم 2010 |
| 09. | 21 يونيو 2008  | ملعب روبرت كينيدي التذكاري، واشنطن، الولايات المتحدة  | كوبا             | 4 – 1 | 6 – 1   | تصفيات أمريكا الشمالية لكأس العالم 2010 |
| 10. | 8 يوليو 2009   | ملعب روبرت كينيدي التذكاري، واشنطن، الولايات المتحدة  | هندوراس          | 2 – 0 | 2 – 0   | كأس الكونكاكاف الذهبية 2009             |
| 11. | 24 فبراير 2010 | ملعب ريموند جيمس، تامبا (فلوريدا)، الولايات المتحدة   | السلفادور        | 1 – 1 | 2 – 1   | ودية                                    |

## روابط خارجية
- بريان تشينغ على موقع IMDb (الإنجليزية)
- بريان تشينغ على موقع الاتحاد الدولي (مؤرشف)  (الإنجليزية)
- بريان تشينغ على موقع الدوري الأمريكي (الإنجليزية)
- بريان تشينغ على موقع قاعدة بيانات كرة القدم.إي يو (الإنجليزية)
- بريان تشينغ على موقع ناشيونال فوتبول تيمز (الإنجليزية)
- بريان تشينغ على موقع Soccerbase.com (لاعب) (الإنجليزية)
- بريان تشينغ على موقع عالم كرة القدم.نت (الإنجليزية)
- بريان تشينغ على موقع كووورة
- بريان تشينغ على موقع قاعة هاواي للمشاهير الرياضية (مؤرشف) (الإنجليزية)